# Radarturm Cuxhaven

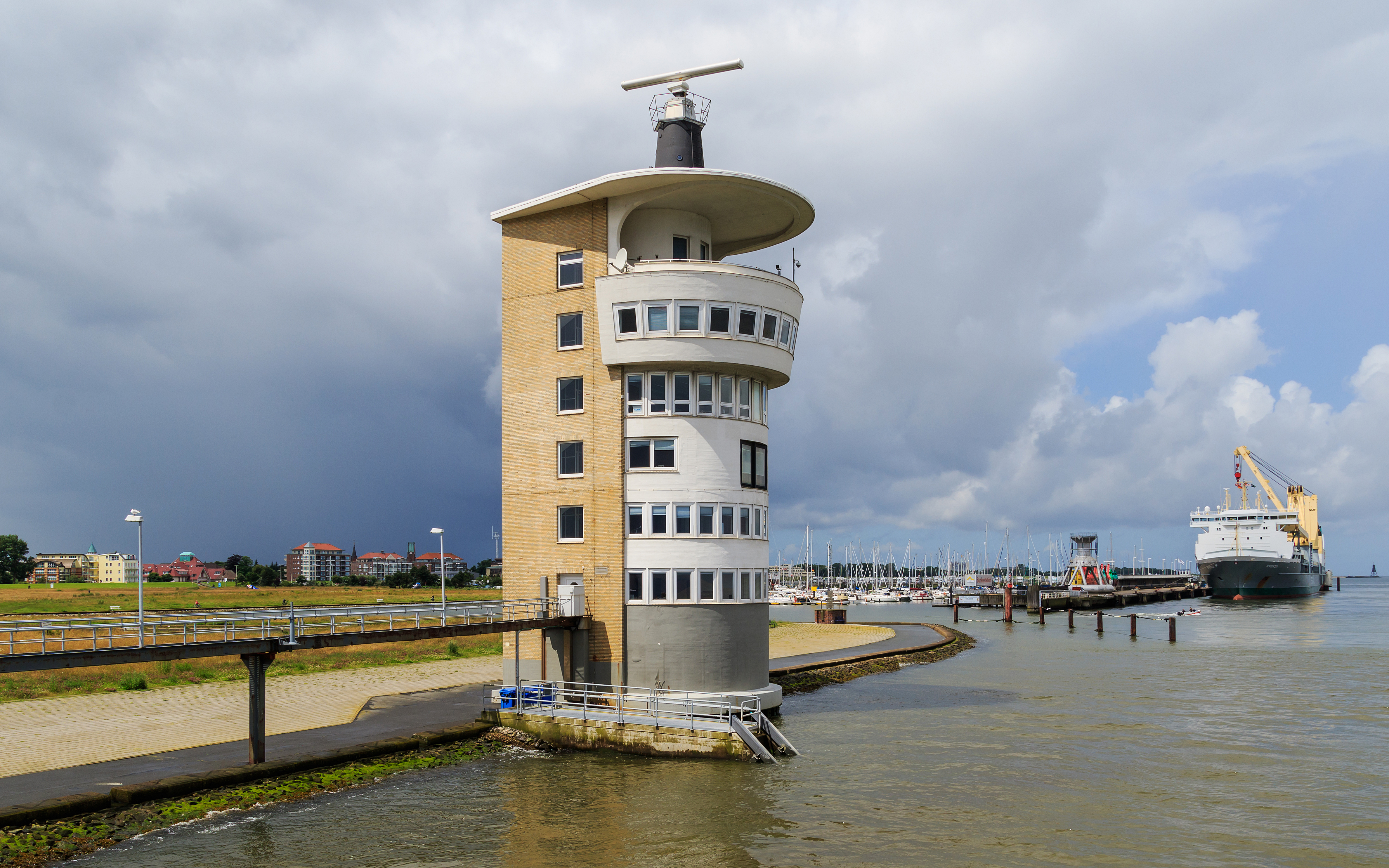
Radarturm Cuxhaven

Der Radarturm Cuxhaven, auch Hafenkontrollturm Cuxhaven, in Cuxhaven, Bei der Alten Liebe/Axel-Bundsen-Ufer, steht unter niedersächsischem Denkmalschutz und ist in der Liste der Baudenkmale in Cuxhaven enthalten.

## Geschichte
Der siebengeschossige 34 Meter hohe Radarturm des Wasserstraßen- und Schifffahrtsamtes des Bundes in Cuxhaven (WSA) von 1960 steht auf 64 hölzernen Pfählen am Fahrwasser der Elbe und gehört zur Landradarkette im Elbmündungsbereich. Er wurde vom Bundesverkehrsminister Hans-Christoph Seebohm (CDU) eingeweiht. Radartürme setzten sich neben den herkömmlichen Schifffahrtszeichen ab den 1950er Jahren durch. Im obersten Stockwerk befand sich bis 1996 der Schiffsmeldedienst (bis 2008 im Steubenhöft). 1996 wurde die Tidenrichtungsanzeige stillgelegt. Die Webcam am Cuxhavener Radarturm ging 2019 vom Netz (nun am Steubenhöft).

Er wird heute (2020) auch als Hafenkontrollturm bezeichnet und beherbergt auch das Havariekommando (Am Alten Hafen 2) als gemeinsame Einrichtung des Bundes und der Küstenländer.